# Hrabstwo Daviess (Missouri)
Hrabstwo Daviess (ang. Daviess County) – hrabstwo w stanie Missouri w Stanach Zjednoczonych. Obszar całkowity hrabstwa obejmuje powierzchnię 569,07 mil2 (1 473,89 km²). Według danych z 2010 r. hrabstwo miało 8433 mieszkańców. Hrabstwo powstało w 1836 roku i nosi imię Josepha Daviessa – pułkownika amerykańskiej armii poległego w 1811 r. w  bitwie pod Tippecanoe.

## Sąsiednie hrabstwa
- Hrabstwo Harrison (północ)
- Hrabstwo Grundy (północny wschód)
- Hrabstwo Livingston (południowy wschód)
- Hrabstwo Caldwell (południe)
- Hrabstwo DeKalb (zachód)
- Hrabstwo Gentry (północny zachód)

## Miasta
- Coffey
- Gallatin
- Gilman City
- Jamesport
- Lake Viking (CDP)
- Pattonsburg

## Wioski
- Altamont
- Jameson
- Lock Springs
- Winston